# Sturm auf Freiburg
Heckerzug (13. bis 27. April 1848):
Scheideck – Günterstal – Freiburg – Dossenbach
Struve-Putsch (21. bis 25. September 1848):    
Staufen
Badischer Militäraufstand (9. Mai bis 23. Juli 1849):
Heppenheim – Weinheim – Wald-Michelbach – Ludwigshafen – Käfertal – Ladenburg I – Hirschhorn – Waghäusel – Ladenburg II – Sinsheim – Ubstadt – Durlach – Murglinie – Gernsbach – Rastatt
Der Sturm auf Freiburg fand am 24. April 1848 während der Badischen Revolution statt. Verbände des VIII. Armee-Korps des Deutschen Bundes stürmten die Stadt Freiburg im Breisgau, die von republikanischen Freischärlern besetzt war.

## Blutige Ostern 1848
Am 22. April fand in Freiburg eine Volksversammlung mit 3000 bis 4000 Teilnehmern statt, von denen 1200 bis 1400 bewaffnet waren. Das Militär hatte sich aus der Stadt zurückgezogen. Nach der Niederlage Friedrich Heckers am 20. April im Gefecht auf der Scheideck versuchten Karl von Rotteck junior und Carl Mez vergeblich, die Freischaren in Freiburg vom bewaffneten Aufstand abzubringen, weshalb die Republikaner die beiden später als Verräter bezeichneten. Die Aufständischen glaubten die Nachricht von Heckers Niederlage nicht und setzten auf den Entsatz durch die auf 5000 Mann geschätzte Freischar, die unter Franz Sigel auf Freiburg heranrückte.
Am folgenden Tag versuchte die Freiburger Bürgerwehr, die Freischärler an der Übernahme der städtischen Kanonen zu hindern, wobei die Führung der Bürgerwehr zaghaft agierte und die Mannschaften letztlich wegblieben. Der Kommandeur der anrückenden Bundestruppen drohte mit dem Sturm der Stadt, falls die Freischaren nicht abzögen und die Barrikaden beseitigt würden. Die gesetzte Frist wurde mehrfach verlängert – zuletzt bis 16 Uhr. Gegen 15.30 Uhr hörte man in Freiburg das Feuer des Gefechts bei Günterstal, was nun die Bundestruppen am Sturm auf Freiburg hinderte. In der Stadt sammelten sich wieder größere Freischar-Gruppen, da jene, die sich bereits zum Abmarsch bereit gemacht hatten, jetzt blieben. Die Freischärler holten sich nun zunächst eine der städtischen Kanonen, um damit in das Gefecht bei Günterstal einzugreifen. Später holten die Freischärler auch die übrigen drei Kanonen aus dem städtischen Zeughaus und brachten sie bei den Stadttoren in Stellung.
Am 24. April requirierten die Freischärler Waffen in Freiburger Bürgerhäusern. Um 9.30 Uhr begann unter dem Befehl General Friedrich Hoffmanns der Angriff der Bundestruppen auf die Stadt. Um das Martinstor tobten heftige Kämpfe, doch die Truppen aus Hessen-Nassau drangen hier über die Kaiserstraße als erste in die Stadt ein. Über die Jesuitengasse und das Zähringertor kamen badische Soldaten in die Stadt, beim Predigertor Truppen aus Hessen-Nassau und Baden. Um 11 Uhr war Freiburg völlig in der Hand der Bundestruppen. Einige Häuser der Stadt wurden bei den Kämpfen beschädigt und es gab Verluste unter der Zivilbevölkerung. Der erwartete Entsatz der von außen auf Freiburg vordringenden Freischärler unter Franz Sigel und Theodor Mögling kam zu spät, wodurch vermutlich größerer Schaden von der Stadt abgewendet wurde.
General Hoffmann rief das Kriegsrecht aus und ließ alle Einwohner der Stadt entwaffnen. Zahlreiche Freischärler gerieten in Gefangenschaft. Darüber hinaus wurden eine Anzahl Bürger Freiburgs verhaftet, darunter auch Karl von Rotteck junior. Der Kommandant der Freischärler, Georg von Langsdorff, war Mitglied bei der Freiburger Turnerschaft von 1844. Die badische Staatsregierung löste den Verein am 25. April auf, da weitere seiner Mitglieder in den Aufstand verwickelt waren.
Am 26. April traf der Kommandeur des VIII. Armee-Korps des Deutschen Bundes, Prinz Friedrich von Württemberg in Freiburg ein und nahm am 28. April eine Parade seiner Truppen ab.

## Gedenken

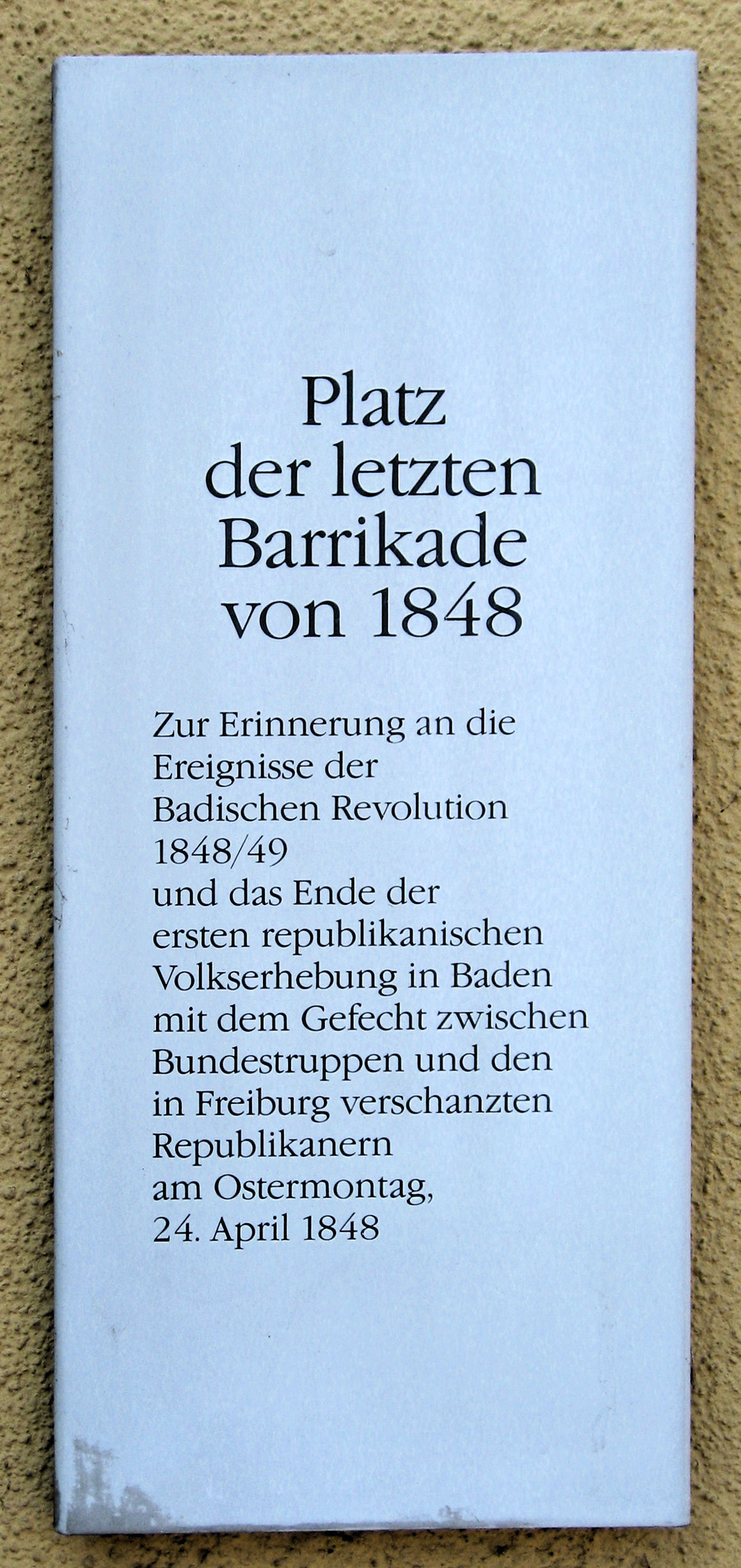
Erinnerungstafel

Am inoffiziell als Platz der letzten Barrikade bezeichneten Platz neben dem Schwabentor erinnert eine Gedenktafel an die Ereignisse aus jener Zeit.